# ثورة الماليز
ثورة الماليز أو ثورة مسلمو البرازيل ((بالبرتغالية: Revolta dos Malês‏)) هي ثورة مستعبدين مسلمين حدثت في البرازيل في رمضان الموافق لكانون الثاني 1835 في مدينة سالفادور. انتفضت مجموعة من المسلمين المستعبدين وبعض المحرَّرين ضد حكومة إمبراطورية البرازيل، وكان المسلمون آنذاك يسمون بالماليز في البرازيل وذلك من كلمة إيمالي اليوروبية التي كان يتحدثها شعب اليوروبا المسلمين الذين جُلبوا عبيداً إلى البرازيل.

اندلعت الانتفاضة صباح يوم صيام سيدة الهداية، وهو يوم عيد كاثوليكي في باهيا، واختير ذاك اليوم لأن غالبية المواطنين تسافر إلى مدينة بونفيم لقضاء الإجازة، وتقوم السلطات بتركيز قواتها في تلك المدينة لضمان النظام فيها، فتكون مدينة سالفادور عندها قليلة السكان وضعيفة التجهيزات الأمنية، مما يسهل على الثوار السيطرة على المدينة. كان الثوار قد سمعوا بأمر الثورة الهايتية التي قامت عام 1791 وانتهت في 1804، فارتدوا قلائد تحمل صورة قائد الثورة ومعلنها جان جاك ديسالين تيمناً بثورته، وقد حكم هاييتي عامين قبل اغتياله.